# (1144) Oda
(1144) Oda est un astéroïde de la ceinture principale, découvert le 28 janvier 1930 par l'astronome allemand Karl Wilhelm Reinmuth depuis l'observatoire du Königstuhl. Sa désignation provisoire était 1930 BJ.
Son nom est une simple référence au prénom féminin Oda.
Sa distance minimale d'intersection de l'orbite terrestre est de 2,401850 ua.